# Kocaeli (provincie)
Kocaeli is een provincie in Turkije. De provincie is 3635 km² groot en heeft 1.206.085 inwoners (2000). De hoofdstad is İzmit en de grootste stad qua inwoners is Gebze.

## Geografie
De provincie ligt ten oosten van de provincie Istanboel, grenst in het noorden aan de Zwarte Zee en in het zuidwesten aan de Zee van Marmara, in het bijzonder de Golf van İzmit, die in zijn geheel in de provincie ligt.
Kocaeli is een van de meest geïndustrialiseerde provincies van Turkije. Er is een aanzienlijke concentratie van chemische industrie en er zijn enkele autofabrieken gevestigd. Verder ligt Turkije's eerste olieraffinaderij in de provincie.
Gölcük, een stad aan de zuidoever van de Golf van İzmit was epicentrum van de zware aardbeving van 17 augustus 1999, die in Kocaeli en naburige provincies aan meer dan 17.000 mensen het leven kostte. Ook de beving van 12 november zorgde voor nieuwe slachtoffers. Oorzaak was de breuklijn tussen de Euraziatische en Anatolische plaat.

## Bestuurlijke indeling

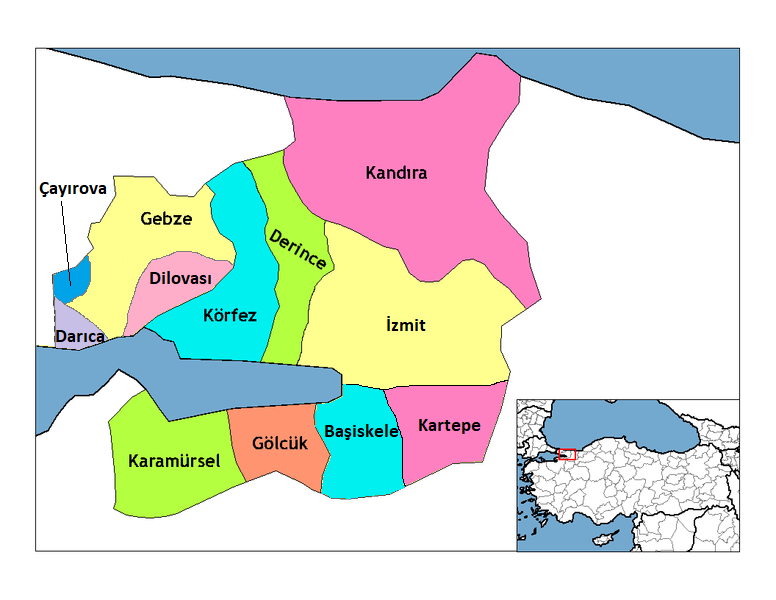
Districten van Kocaeli

### Districten
De provincie bestaat uit de volgende 12 districten:
| - Başiskele - Çayırova - Darıca | - Derince - Gebze - Gölcük | - İzmit - Kocaeli - Kandıra | - Karamürsel - Kartepe - Körfez |